# عطلة شحن
في زراعة الولايات المتحدة، تعد عطلة الشحن خاصية من خصائص نظام تسويق الفاكهة والخضروات بموجبها يتم حظر الشحن التجاري للسلع المنظمة أثناء فترات تعقب عطلات معينة عندما يكون مستوى الطلب منخفضًا عن المستوى العام، كأن يكون ذلك في غضون أيام عددية تلي عيد الشكر وعيد الميلاد.